# Thomas Chakiath
Thomas Chakiath (Malayalam തോമസ്‌ ചക്യത്ത്; * 10. September 1937 in Karukutty) ist ein indischer Priester und Weihbischof in Ernakulam-Angamaly im indischen Bundesstaat Kerala.

## Leben
Der Erzbischof von Ernakulam, Joseph Parecattil, weihte ihn am 1. Dezember 1964 zum Priester und wurde in den Klerus des Erzbistums Ernakulam inkardiniert. Papst Johannes Paul II. ernannte ihn am 19. Januar 1998 zum Titularbischof von Uzippari und Weihbischof in Ernakulam-Angamaly. 
Der Apostolische Administrator von Ernakulam-Angamaly, Varkey Vithayathil CSsR, weihte ihn am 14. April desselben Jahres zum Bischof; Mitkonsekratoren waren Joseph Powathil, Erzbischof von Changanacherry, und Jacob Manathodath, Bischof von Palghat.